# DBASE Mac
dBASE Mac - baza danych opracowana przez firmę Ashton-Tate, twórcę dBASE, który nigdy się nie przyjęła w praktycznym użyciu, głównie ze względu na niezgodność w formatem dla komputerów PC, aczkolwiek zawierała wygodny, graficzny interfejs użytkownika, i pozwalała wykonywać wiele złożonych zadań łatwiej niż bazy znakowe. Z konkurencji w tym środowisku zwycięsko wyszły takie programy,  jak 4th Dimension, Helix i FileMaker.